# Nur Fettahoğlu
Asiye Nur Fettahoğlu (* 12. listopadu 1980, Duisburg, Německo) je německo-turecká herečka. Mnoho let byla známá pod jménem „Nur Aysan“, ale po rozvodu si vzala zpátky své rodné příjmení.

## Život a kariéra
Nur se narodila v roce 1980 rodičům Fatmě a Sinanovi Fettahoğlu jako jedna z jejich pěti dětí. Chodila na střední školu Beşiktaş Lisesi, poté šla Haliç University a prospěla s vyznamenáním v oboru módní design.
Pracovala jako kostymérka televizních herců, později ji vybrali jako zprávařku televizních novin na kanálu Sky Türk.
Její významná role je Mahidevran Sultan v historickém seriálu Velkolepé století.

## Filmografie
| Rok       | Název                   | Role                 | Poznámky           |
| --------- | ----------------------- | -------------------- | ------------------ |
| 2007      | Gönül Salıncağı         | Aylin Arısoy         | seriál             |
| 2007      | Benden Baba Olmaz       | Tülay Cenk           | seriál             |
| 2008–2010 | Aşk-ı Memnu             | Peyker Yöreoğlu Önal | seriál             |
| 2011      | Kurtlar Vadisi Filistin | Simone               | film               |
| 2011      | Gişe Memuru             | Kadın                | film               |
| 2011–2014 | Velkolepé století       | Mahidevran Sultan    | seriál             |
| 2014–2015 | Hayat Yolunda           | Şafak Günay          | seriál             |
| 2015-2016 | Filinta                 | Süreyya              | seriál             |
| 2017      | Fi                      | Billur               | internetový seriál |
| 2018      | Bozkır                  | Dilara Eroğlu        | internetový seriál |
| 2019      | Kardeş Çoçukları        | Umay Karay           | seriál             |
| 2020      | Babil                   | Eda Saygun           | seriál             |
| 2021      | Hükümsüz                | Melek                | internetový seriál |
| 2021      | Kağıt Ev                | Aylin Fırtına        | seriál             |
| 2022      | Benden Ne Olur?         | Harika Bal           | film               |
| 2022      | Babamın Öldüğü Gün      | Sema                 | film               |